# Királyföld

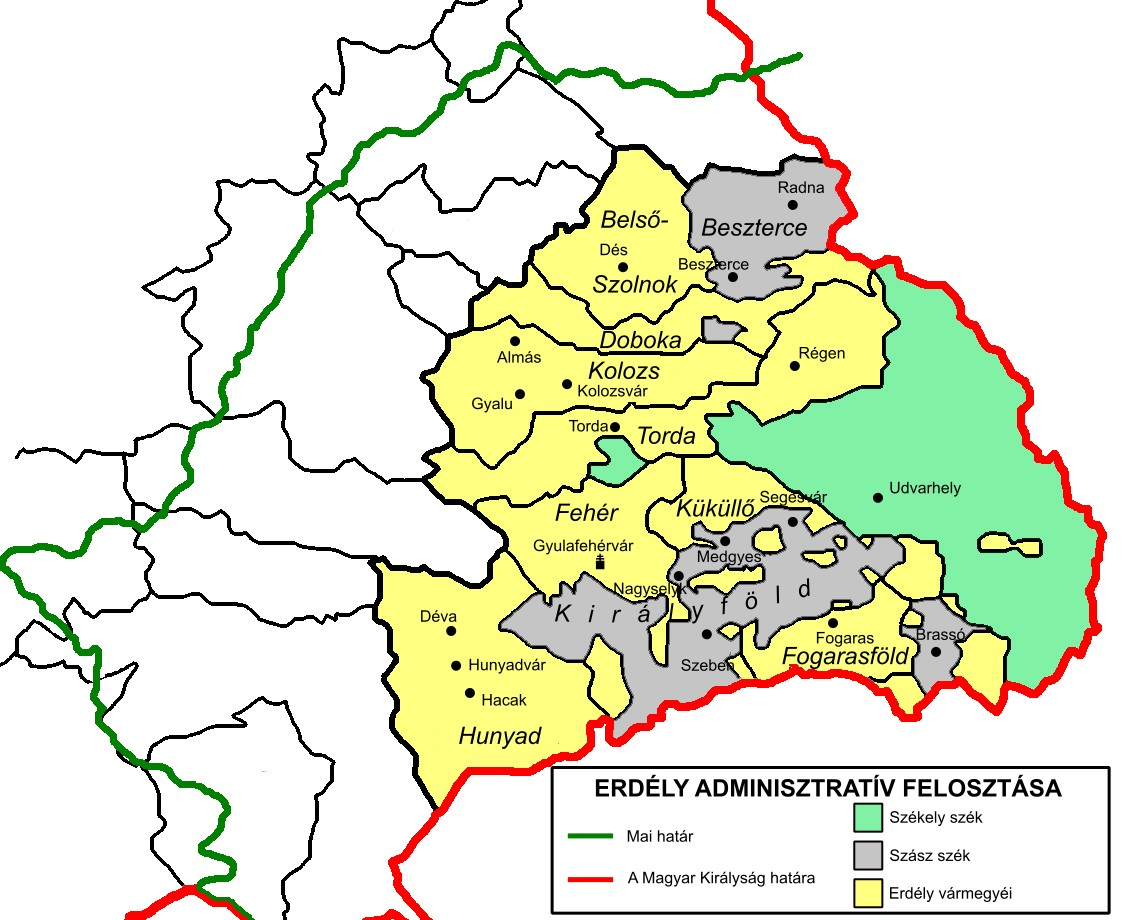
Királyföld a középkori Erdély térképén. (A déli részen, itt szürke színnel van jelölve.)

Királyföld (latinul Fundus Regius, németül Königsboden, románul Pământul Crăiesc) a Nagy-Küküllő és az Olt közötti történelmi tájegység neve. Néha Szászföld vagy Szászok földje néven is említik. Régebben hívták Tulajdonnak és Fiskális földnek is.

## Fekvése
A szász székek területe eredetileg 190 km hosszú, keskeny földsáv volt Dél-Erdélyben, mely Szászvárostól a Homoród-mentéig nyúlt el. E területsáv a későbbiekben észak-déli irányban gyarapodott. A Királyfölddel szomszédos területek: északon Küküllő vármegye, Fehér vármegye és Udvarhelyszék, keleten Udvarhelyszék, Miklósvárszék, Sepsiszék és Felső-Fehér vármegye, délen a Havasalföldtől elválasztó hegységek, nyugaton Hunyad, Fehér és Küküllő vármegye.

## Története
Az erdélyi szászok 12. századi betelepülését követően az 1224-es Andreanum rendezte jogi helyzetüket és szabta meg autonómiájukat, amelyet 1486-ban Mátyás király megerősített. Felettes szervük a szebeni ispán lett. Vásártartási jogot és adókedvezményt, sőt Nagyszeben árumegállító jogot is kapott Nagy Lajostól. 1437-ben az erdélyi  három nemzet (magyarok, székelyek, szászok) uniója is kodifikálást nyert, ezt az uniót többször megerősítették (Unio Trium Nationum). A 15. századtól a szász universitas újabb önrendelkezési eredményeket ért el, így a saját bíráskodás (királybíró), ill. a szász önkormányzat vezetőjének kijelölése (comes Saxonum), aki egyben a főszék fővárosa, Nagyszeben polgármestere is volt. A jogilag különálló székek (melyek egymással universitast alkottak) az 1876-os vármegyerendezésig maradtak fenn, ezután Brassó vármegye, Szeben vármegye, Nagy-Küküllő vármegye ill. Beszterce-Naszód vármegye részét képezték. Az asszimiláció már a 20. század elején beindult, például Brassó lakossága a román impérium alatt vált német többségűből magyar többségűvé (ma román többségű). Ma, az 1970-es évek erőltetett kivándorlása folytán, a terület német lakossága minimális.

## A székek
| Szék neve      | Székváros                                                                    | Megjegyzés |
| -------------- | ---------------------------------------------------------------------------- | ---------- |
| Kőhalomszék    | Kőhalom (németül: Reps, erdélyi szászul: Kozd, románul: Rupea)               |            |
| Nagysinkszék   | Nagysink (n: Großschenk, erdélyi szászul: Schoink, r: Cincu)                 |            |
| Segesvárszék   | Segesvár (latinul: Saxoburgum, n: Schäßburg, r: Sighișoara)                  |            |
| Szászsebesszék | Szászsebes (n: Mühlbach, r: Șebeș)                                           |            |
| Szászvárosszék | Szászváros (n: Broos, erdélyi szászul: Waras, r: Oraștie)                    |            |
| Szebenszék     | Nagyszeben (lat: Cybinium, n: Hermannstadt, r: Sibiu)                        | főszék     |
| Szerdahelyszék | Szerdahely (n: Reußmarkt, erdélyi szászul: Ruzmargt, r: Miercurea Sibilului) |            |
| Újegyházszék   | Újegyház (n: Leschkirch, erdélyi szászul: Leuskyrch, r: Nocrich)             |            |

Későbbi alapítású:
| Szék neve   | Székváros                                   | Megjegyzés |
| ----------- | ------------------------------------------- | ---------- |
| Medgyesszék | Medgyes (n: Mediasch, r: Mediaș)            |            |
| Selykszék   | Nagyselyk (n: Marktschelken, r: Șeica Mare) |            |

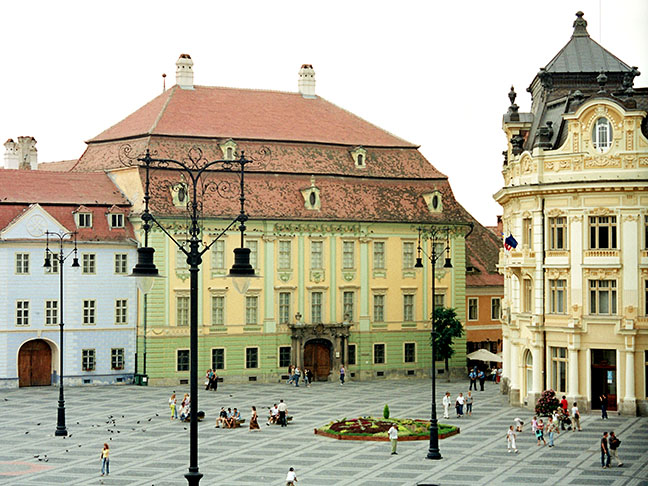
Nagyszeben, Brukenthal-palota

Számos település pedig bár megindult az önállósodás útján, végül nem lett teljes jogú székváros, pl. Nagyekemező (n: Großprobstdorf, r: Târnava) stb.

## Kultúra
Jellegzetes építészeti emlékük az erődtemplom. Egyedi tájnyelvük a luxemburgihoz áll közel. Nagyszeben város 2007-ben (két társrendező településsel) Európa kulturális fővárosa.